# Кочнева (деревня)
Кочнева — деревня в Свердловской области России, входящая в муниципальное образование Алапаевское. Входит в состав Костинского территориального управления.

## География
Деревня расположена на левом берегу реки Реж, в 25 километрах на юго-восток от города Алапаевска.

## Население
| 2002 | 2010 |
| ---- | ---- |
| 0    | →0   |